# Berberis litoralis
Berberis litoralis är en berberisväxtart som beskrevs av Rodolfo Amando Philippi. Berberis litoralis ingår i släktet berberisar, och familjen berberisväxter. Inga underarter finns listade i Catalogue of Life.